# Norrga
Norrga är en by och gård i Grödinge socken och Botkyrka kommun i Södermanland.

## Allmänt
Byn ligger söder om sjön Axaren och strax öster om socknens tidigare centralort Rosenhill. Tack vare sitt läge vid Norrgaån hade byn tillgång till vattenkraft som drev flera kvarnar, varav en ännu står kvar. Kvarnarna gjorde att Norrga fungerade som socknens centralort fram till 1800-talets slut, då Rosenhill tog över denna roll.
I Norrga står runstenen Norrgastenen (Sö SB1965;20).

## Historia

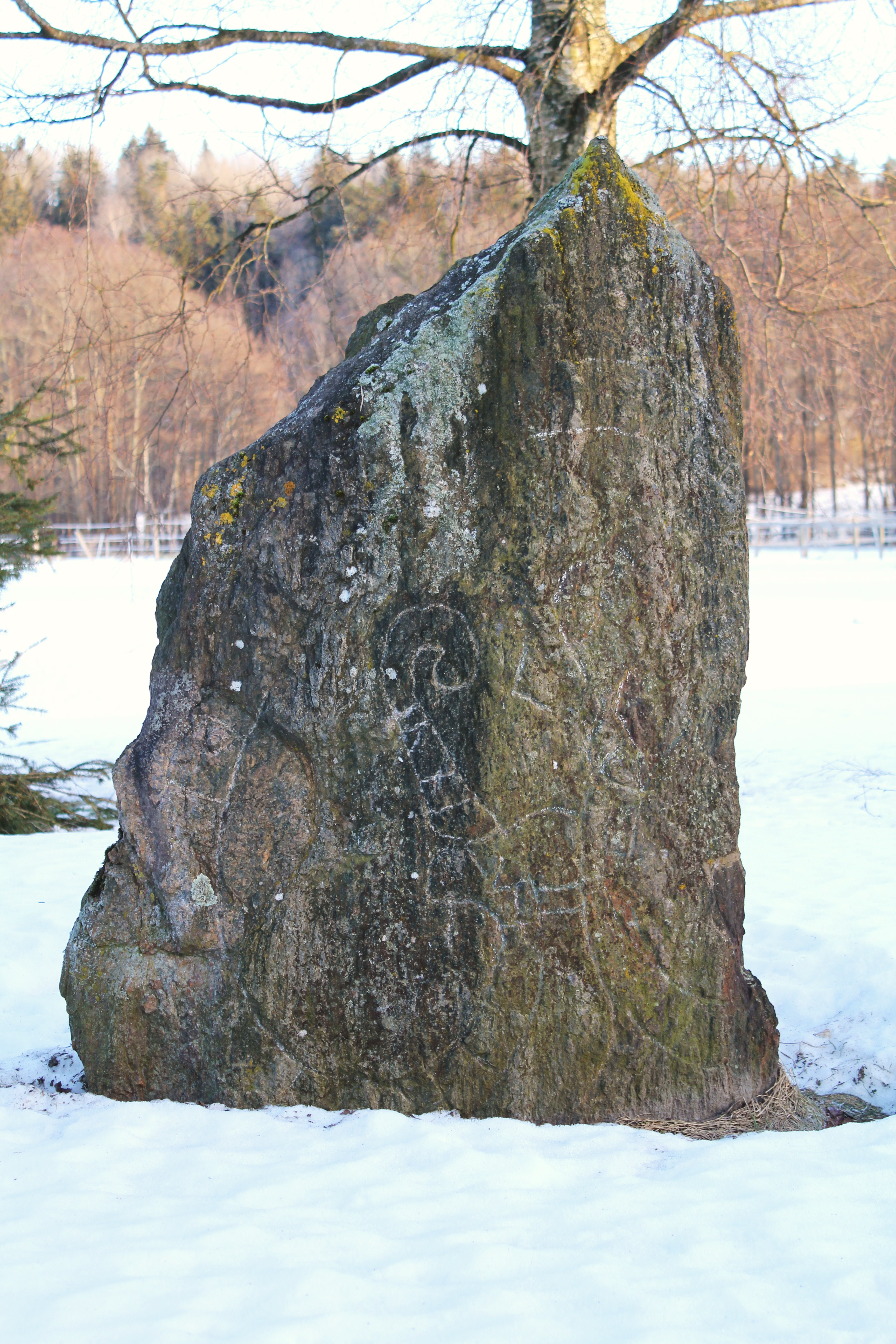
Norrgastenen.

Norrga ägor 1774.

Norrga har varit bebott under mycket lång tid; här har hittats redskap från yngre stenålder som kan kopplas till större fynd vid Korsnäs och Nolinge. Från bronsåldern har dock inga fornminnen hittats på platsen, men en fornborg från äldre järnålder ligger på en kulle väster om Norrga kvarn. Öster om Norrgaån finns även ett gravfält från yngre järnålder. 1963 hittades en vikingatida runsten, den så kallade Norrgastenen, i en åker. Stenen är troligen ristad någon gång mellan 1020 och 1070 och står nu vid vägen genom byn.
Namnet Norrga tyder på att det har sitt ursprung i yngre järnålder, men platsen nämns som by i källorna först 1436. Byn torde, precis som grannbyarna Iselsta och Råby, ha knoppats av från de äldre byarna västerut: Uppinge, Åvinge och Husby.
På 1600-talet var Södergården i Norrga säteri under tre år. År 1669 köptes Södergården av kamreraren Olof Starenflycht. Den tillhörde 1721 Maria Stenberg, änka efter rådmannen i Stockholm, borgmästaren Adolph Nordén. Hon sålde gården 1734 till en Carl Holm. Änkefrun Hedvig Öhman, född Wendt, sålde den 3 augusti 1782 egendomen till handelsmannen Joh. Grewesmühl för 65 000 daler kopparmynt och en äreskänk av 15 tunnor spannmål. År 1817 ägdes den av friherre P.O. von Geddas arvingar, och år 1861 av Jon Janzon. Den nuvarande mangårdsbyggnaden byggdes omkring 1850.

## Norrga kvarn

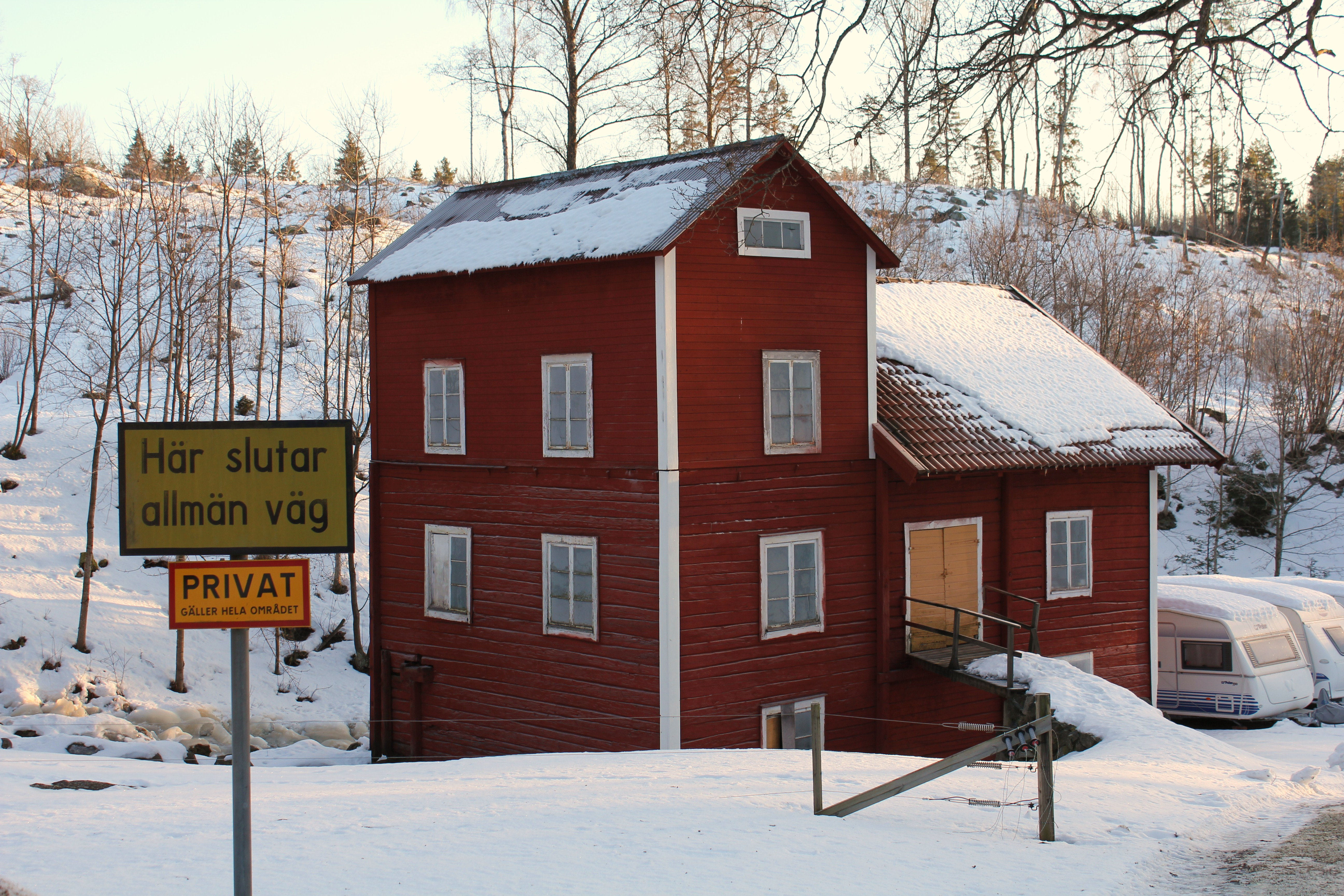
Norrga kvarns byggnad.

I Norrga har kvarnverksamhet bedrivits åtminstone sedan 1500-talet. Det rörde sig om vattenkvarnar som drevs av Norrgaån. På 1630-talet fanns tre sågkvarnar. Efter 1770 existerade två kvarnar och vid 1800-talets mitt bara en. Dit kom socknens bönder för att mala sin säd till mjöl eller såga sitt virke till bräder. Kvarnen som står kvar i dag uppfördes 1847 som ren mjölkvarn. Verksamheten pågick till 1980-talet. Byggnaden är komplett med allt maskineri. Kvarnen ligger en bit nordost från byn, och i anslutning till den finns ett boningshus och ett båtsmanstorp, som i dag är privatbostäder.

## Norrga naturreservat
Norrga naturreservat bildades år 2012 och omfattar ett mindre skogsområde utmed Norrgavikens västra strand vid sjön Getaren och ligger i direkt anslutning till Lida naturreservat.